# Asamblea de la República (Chipre del Norte)
La Asamblea de la República (en turco: Cumhuriyet Meclisi) es el parlamento de la Chipre del Norte. Tiene 50 miembros, elegidos para un mandato de cinco años por representación proporcional. Un partido debe cruzar la elección del umbral —5 % de la votación total— para ser galardonado con los asientos. El parlamento se compone de 50 diputados, elegidos a partir de los cinco distritos electorales, que son sinónimo de los distritos del Norte de Chipre: Lefkoşa, Gazimağusa, Kyrenia, Güzelyurt e İskele.
En las elecciones parlamentarias de Chipre del Norte, los electores votan por candidatos individuales. Hay dos formas de votación.
- Los votantes pueden votar por un partido, que en efecto es el voto de cada diputado candidato de ese partido en ese distrito una vez. El votante puede dar más prioridad a los diputados de este tipo de votación.
- Alternativamente, el votante no puede elegir un partido, pero votar por candidatos de diferentes partidos. En este tipo de mezcla de votación, el elector no puede elegir más que el número de diputados, el distrito está asignado.

## Elecciones

### Elecciones de 2013
Las elecciones parlamentarias se celebraron el 28 de julio de 2013. Fueron ganadas por el Partido Republicano Turco (CTP), y así deponer al Partido Nacional de Unidad (UBP) en el poder.
| Partido                    | Votos     | %     | Asientos | +/– |
| -------------------------- | --------- | ----- | -------- | --- |
| Partido Republicano Turco  | 477 209   | 38.38 | 21       | +6  |
| Partido de Unidad Nacional | 339 864   | 27.33 | 14       | –12 |
| Partido Democrático        | 288 021   | 23.16 | 12       | +7  |
| Partido Democracia Comunal | 92 110    | 7.41  | 3        | +1  |
| Partido de Chipre Unido    | 39 127    | 3.15  | 0        | 0   |
| Independentes              | 7110      | 0.57  | 0        | 0   |
| Total                      | 1 243 441 | 100   | 50       | 0   |
| Total de votantes          | 120 287   | 69.61 |          |     |
| Votantes registrados       | 172 803   | 100   |          |     |

### Elecciones de 2018
| Partido                                         | Votos     | %     | Asientos | +/–   |
| ----------------------------------------------- | --------- | ----- | -------- | ----- |
| Partido de Unidad Nacional                      | 1907,030  | 35.58 | 21       | +7    |
| Partido Republicano Turco                       | 1121,478  | 20.92 | 12       | –9    |
| Partido Popular                                 | 915 666   | 17.08 | 9        | Nuevo |
| Partido Democracia Comunal                      | 463 081   | 8.64  | 3        | +1    |
| Partido Democrático                             | 420 102   | 7.84  | 3        | –9    |
| Partido del Renacimiento                        | 375 113   | 7.00  | 2        | Nuevo |
| Alianza por le Cambio y Liberación (TKP-YG+BKP) | 143 645   | 2.68  | 0        | 0     |
| Partido Democracia Nacional                     | 7083      | 0.13  | 0        | Nuevo |
| Independentes                                   | 6951      | 0.13  | 0        | 0     |
| Total                                           | 5 360 149 | 100   | 50       | 0     |
| Total de votantes                               | 126 196   | 66.23 |          |       |
| Votantes registrados                            | 190 551   | 100   |          |       |

### Elecciones de 2022
| Partido                                      | Votos     | %     | Asientos | +/–   |
| -------------------------------------------- | --------- | ----- | -------- | ----- |
| Partido de Unidad Nacional                   | 1,971,400 | 39.54 | 24       | +3    |
| Partido Republicano Turco                    | 1,597,137 | 32.04 | 18       | +6    |
| Partido Democrático                          | 369,239   | 7.41  | 3        | -     |
| Partido Popular                              | 333,090   | 6.68  | 3        | -6    |
| Partido del Renacimiento                     | 318,763   | 6.39  | 2        | -     |
| Partido Democracia Comunal                   | 220,610   | 4.42  | 0        | -3    |
| Camino de la independencia                   | 97,575    | 1.96  | 0        | Nuevo |
| Partido Comunal de Liberación-Nuevas Fuerzas | 76,902    | 1.54  | 0        | -     |
| Independentes                                | 827       | 0.02  | 0        | -     |
| Total                                        | 4 985 543 | 100   | 50       | 0     |
| Total de votantes                            | 117 421   | 57.62 |          |       |
| Votantes registrados                         | 203 792   | 100   |          |       |

## Ubicación
El edificio del parlamento se encuentra en Osmanpaşa Caddesi, frente a la embajada turca en Nicosia del Norte. El edificio es de dos plantas y de estructura colonial.

## Consejo de representación de asamblea de la Europa
En 2004, la comunidad chipriota turca fue otorgada estado observador en la Asamblea Parlamentaria del Consejo de Europa (APCE). Desde entonces, los dos representantes turcochipriotas en PASO están elegidos por la Asamblea de Chipre del Norte.
- 2005–2007: CTP Özdil Nami; UBP Huseyin Ozgurgun[4]
- 27 de enero de 2011: CTP Mehmet Caglar; UBP Ahmet Eti[5]
- 4 de diciembre de 2013: CTP Mehmet Caglar; UBP Tahsin Ertugruloglu[6]